# Louis-Marie Landrin
Louis-Marie Landrin est un homme politique français né le 2 août 1736 à Herbeville (Yvelines) et décédé le 26 juillet 1820 à Montfort-l'Amaury (Yvelines).
Bachelier en théologie, curé de Garancière, il est député du clergé aux États généraux de 1789 pour le bailliage de Montfort-l'Amaury. Il prête le serment civique et vote avec la majorité.

## Sources
- « Louis-Marie Landrin », dans Adolphe Robert et Gaston Cougny, Dictionnaire des parlementaires français, Edgar Bourloton, 1889-1891 [détail de l’édition]